# Mikel Landa
Mikel Landa Meana (Murgia, Alava, 13 dicembre 1989) è un ciclista su strada spagnolo che corre per il team Soudal Quick-Step. Professionista dal 2010, ha caratteristiche di scalatore. In carriera ha vinto tre tappe e una classifica scalatori al Giro d'Italia, corsa che ha concluso terzo nel 2015 e nel 2022, e una tappa alla Vuelta a España conquistata nel 2015.

## Carriera

### 2010-2014: i primi anni nel professionismo

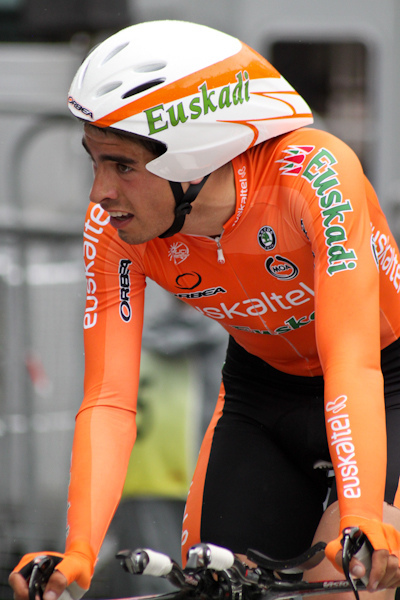
Landa al prologo del Critérium du Dauphiné 2011.

Debutta tra i professionisti nel 2010 con la formazione spagnola Orbea, passando l'anno successivo all'Euskaltel-Euskadi. Nel 2011 ottiene la prima vittoria da pro aggiudicandosi la quinta tappa della Vuelta a Burgos e vincendo anche la classifica scalatori della corsa. Nel 2012 si classifica secondo al Gran Premio Miguel Indurain, mentre nel 2013 si piazza secondo sia alla Vuelta a la Comunidad de Madrid che alla Vuelta a Asturias; nelle due stagioni partecipa come gregario alla Vuelta a España.
Nel 2014, con la dismissione dell'Euskaltel, si trasferisce al team kazako Astana Pro Team. La prima vittoria con la nuova squadra, l'unica stagionale, la ottiene in solitaria nella quarta e ultima tappa del Giro del Trentino, sul Monte Bondone. Nel prosieguo di annata prende anche parte al Giro d'Italia e alla Vuelta a España.

### 2015: le vittorie di tappa al Giro e alla Vuelta
Confermato in Astana, inizia il 2015 con un successo alla Vuelta al País Vasco, precedendo nella quinta tappa il belga Tim Wellens. Il 24 maggio ottiene il primo trionfo in una grande Giro, conquistando l'arrivo in salita della 15ª tappa del Giro d'Italia a Madonna di Campiglio, staccando nel finale il russo Jurij Trofimov, lo spagnolo Alberto Contador e il suo capitano italiano Fabio Aru. Dopo il giorno di riposo, si ripete staccando l'olandese Steven Kruijswijk e ancora Contador, centrando così il secondo successo consecutivo, nella tappa con la salita del Mortirolo e l'arrivo all'Aprica. Conclude la Corsa Rosa al terzo posto della classifica generale, dietro a Contador e Aru.
Nello stesso anno partecipa anche alla Vuelta a España, in qualità di gregario del siciliano Vincenzo Nibali (squalificato nel corso della seconda tappa) e del poi vincitore Aru. Partito senza ambizioni di classifica, vince dopo una lunga fuga l'undicesima tappa, da Andorra la Vella a Cortals d'Encamp, frazione "regina" della corsa, caratterizzata da ben sei salite in territorio andorrano: concluderà la corsa al 25º posto.
Durante il mese di settembre Landa annuncia il suo passaggio al Team Sky per la stagione 2016: qualche tempo più tardi il team manager della formazione britannica, Dave Brailsford, comunica che Landa ricoprirà il ruolo di capitano al Giro d'Italia 2016.

### 2016-2017: gli anni alla Sky e il quarto posto al Tour

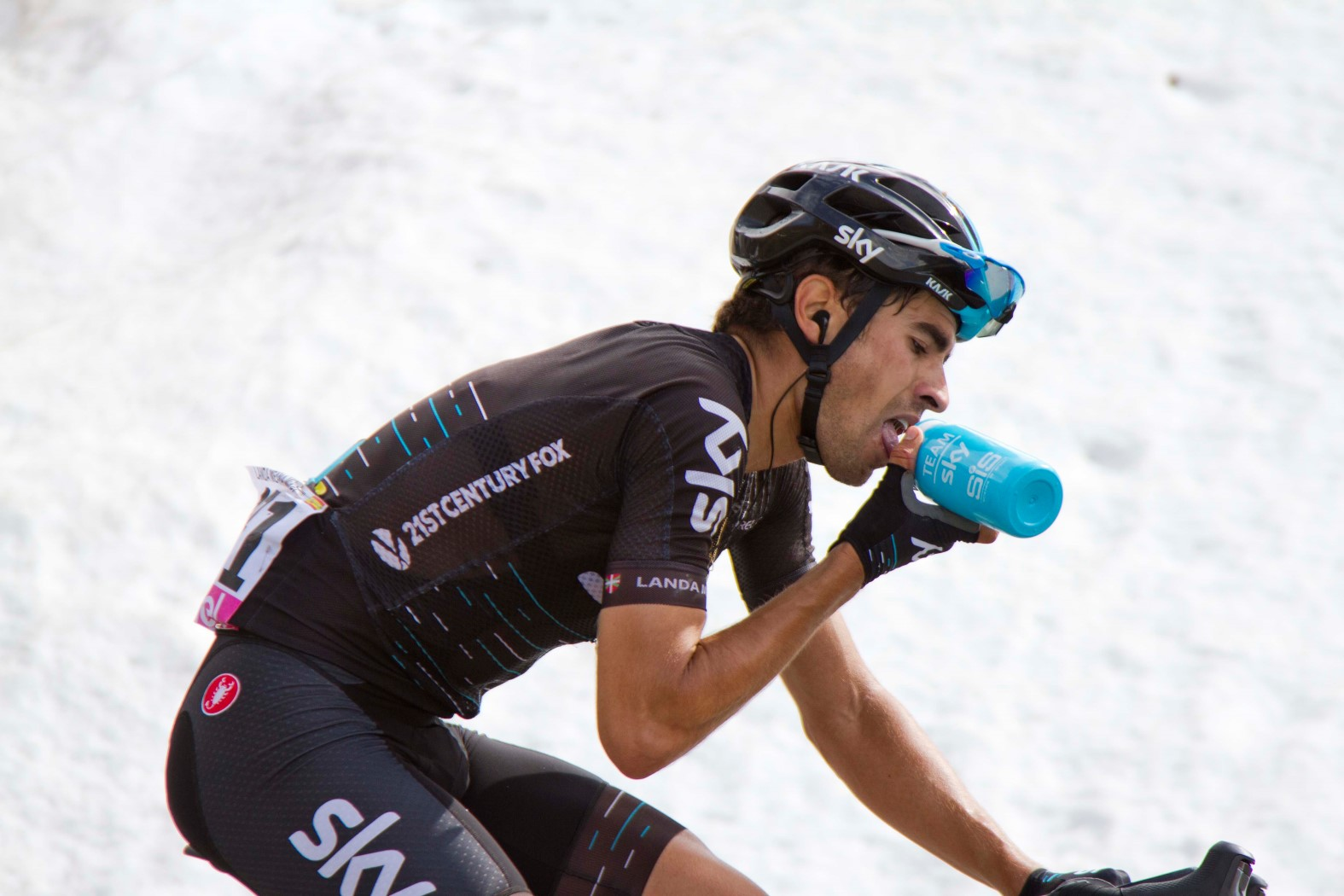
Mikel Landa in azione al Giro d'Italia 2017.

Dopo una prima parte di stagione 2016 complicata per motivi di salute, Landa ottiene una vittoria di tappa alla Vuelta al País Vasco e una al Giro del Trentino, corsa in cui ottiene anche il trionfo nella classifica finale. In occasione del Giro d'Italia per la prima volta Landa si presenta ai nastri di partenza di un grande Giro con i gradi di capitano: dopo una prima settimana di prestazioni discontinue, seppur di buon livello, il basco è però costretto al ritiro nel corso della decima tappa per problemi fisici. In seguito partecipa al Tour de France in appoggio al britannico e capitano Chris Froome, che conquisterà per la terza volta la corsa francese.
Nel 2017 in occasione del Giro d'Italia è costretto a uscire di classifica a causa di una caduta nel corso della nona tappa, ma è comunque protagonista con le fughe da lontano: transita per primo al Gran Premio della Montagna del passo dello Stelvio, la cima Coppi dell'edizione (2758 m), e vince la tappa con arrivo in salita a Piancavallo, arrivando in solitaria al traguardo; conquista inoltre la maglia azzurra di leader della classifica scalatori.
A luglio si presenta al Tour de France in supporto a Froome, che farà sua la sua quarta Grande Boucle: riesce a rimanere a ridosso delle prime posizioni per tutto l'arco delle tre settimane, dimostrandosi tra i più brillanti in salita, terminando al quarto posto nella generale a un solo secondo dal terzo gradino del podio, occupato dal francese Romain Bardet. Sei giorni più tardi è ottimo protagonista alla Clásica San Sebastián, aiutando il polacco compagno di squadra Michał Kwiatkowski a conseguire la vittoria. Il 1º agosto è invece al via della Vuelta a Burgos, dove si impone negli arrivi in salita della frazione inaugurale e della terza tappa, quella più impegnativa, dominando anche la classifica finale della breve corsa a tappe spagnola.

### 2018-2019: il biennio alla Movistar

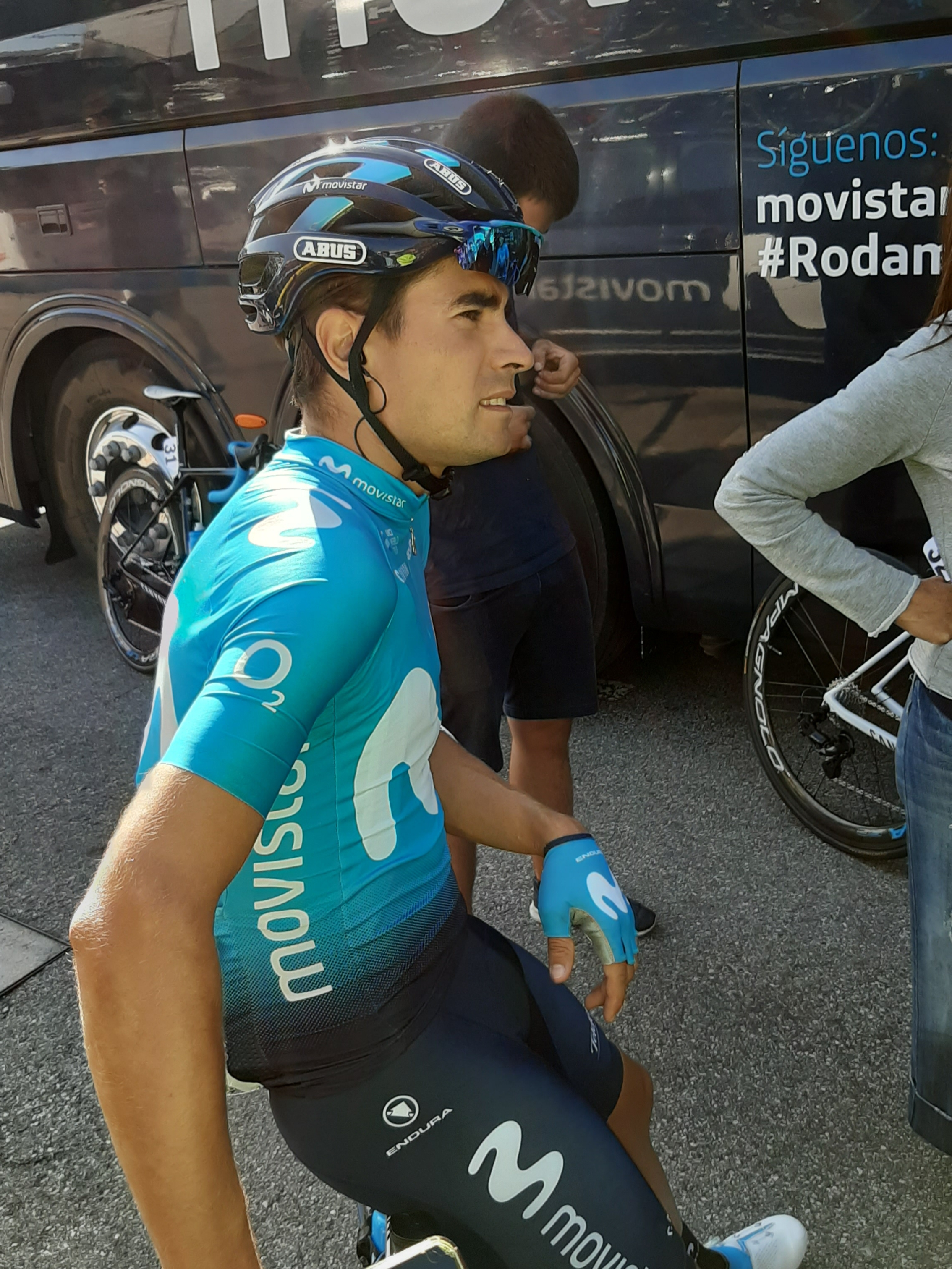
Mikel Landa durante la partenza del Giro dell'Emilia 2019.

Per la stagione 2018 si trasferisce tra le file della spagnola Movistar. Ottiene il primo successo con la nuova formazione alla Tirreno-Adriatico: si impone infatti in volata su Rafał Majka e George Bennett sull'arrivo in salita del Sassotetto e conclude la "corsa dei due mari" al sesto posto della classifica. Dopo essere giunto secondo al Giro dei Paesi Baschi disputa le classiche delle Ardenne senza particolari risultati. Rientrato in gara al Tour de Suisse, prende il via al Tour de France come co-capitano della sua squadra assieme ad Alejandro Valverde e Nairo Quintana, ottenendo il settimo posto finale in classifica, miglior piazzato della Movistar. A causa di una caduta alla Clásica San Sebastián, nella quale si frattura una vertebra, è invece costretto a saltare la Vuelta a España.
Imposta la prima parte della stagione 2019 in funzione del Giro d'Italia ma già a fine gennaio è vittima di una caduta alla Trofeo Ses Salines, fratturandosi la clavicola destra. Rientrato alle gare in marzo, vince una frazione e conclude quarto alla Settimana di Coppi e Bartali, e si classifica settimo sia al Giro dei Paesi Baschi che alla Liegi-Bastogne-Liegi. Al Giro d'Italia Landa ha i gradi di capitano ma il suo compagno di squadra Richard Carapaz durante la tappa conclusasi a Courmayeur ottiene la maglia rosa portandola fino a Verona, mentre Landa perde il podio a vantaggio di Primož Roglič chiudendo alla fine al 4º posto.
Prende parte in luglio anche al Tour, dove divide i grandi di capitano con Nairo Quintana. Proprio la rivalità interna con il colombiano crea problemi alľ intera squadra, che finisce comunque al primo posto nella graduatoria a squadre grazie a tre corridori nella top 10. Landa conclude al sesto posto, miglior piazzamento della Movistar.
Alla fine della stagione, desideroso di far parte di una squadra che punti su di lui, annuncia il passaggio alla Bahrain-McLaren.

### 2020-: Bahrain
Alla prima stagione partecipa al Tour chiudendo quarto. Una caduta al Giro d'Italia 2021, nel corso della 5ª tappa e a pochi chilometri dall'arrivo, lo costringe a ritirarsi dalla Corsa Rosa. Nell'edizione successiva si classifica al terzo posto finale, preceduto da Jai Hindley e Richard Carapaz.

## Palmarès
- 2011 (Euskaltel-Euskadi, una vittoria)

5ª tappa Vuelta a Burgos (Areniscas de los Pinares > Lagunas de Neila)
- 2014 (Astana Pro Team, una vittoria)

4ª tappa Giro del Trentino (Val di Daone > Monte Bondone)
- 2015 (Astana Pro Team, quattro vittorie)

5ª tappa Vuelta al País Vasco (Eibar > Aia)
15ª tappa Giro d'Italia (Marostica > Madonna di Campiglio)
16ª tappa Giro d'Italia (Pinzolo > Aprica)
11ª tappa Vuelta a España (Andorra la Vella > Cortals d'Encamp)
- 2016 (Team Sky, tre vittorie)

2ª tappa Vuelta al País Vasco (Markina-Xemein > Amurrio Barandio)
2ª tappa Giro del Trentino (Arco > Anras)
Classifica generale Giro del Trentino
- 2017 (Team Sky, quattro vittorie)

19ª tappa Giro d'Italia (San Candido > Piancavallo)
1ª tappa Vuelta a Burgos (Burgos > Burgos/Alto del Castillo)
3ª tappa Vuelta a Burgos (Ojo Guareña > Picón Blanco)
Classifica generale Vuelta a Burgos
- 2018 (Movistar Team, una vittoria)

4ª tappa Tirreno-Adriatico (Foligno > Sarnano Sassotetto)
- 2019 (Movistar Team, una vittoria)

2ª tappa Settimana Internazionale di Coppi e Bartali (Riccione > Sogliano al Rubicone)
- 2021 (Bahrain Victorious, una vittoria)

Classifica generale Vuelta a Burgos

### Altri successi
- 2011 (Euskaltel-Euskadi)

Classifica scalatori Vuelta a Burgos
- 2013 (Euskaltel-Euskadi)

Classifica a punti Vuelta a Asturias
- 2015 (Astana Pro Team)

Premio Azzurri d'Italia Giro d'Italia
2ª tappa Vuelta a Burgos (Burgos, cronosquadre)
- 2016 (Team Sky)

Classifica scalatori Giro del Trentino
- 2017 (Team Sky)

Classifica scalatori Giro d'Italia
Premio della Combattività Giro d'Italia
Classifica a punti Vuelta a Burgos
Classifica scalatori Vuelta a Burgos
- 2020 (Bahrain-McLaren)

Classifica a punti Vuelta a Burgos

## Piazzamenti

### Grandi Giri
- Giro d'Italia

2014: 34º
2015: 3º
2016: ritirato (10ª tappa)
2017: 17º
2019: 4º
2021: ritirato (5ª tappa)
2022: 3º
2025: ritirato (1ª tappa)
- Tour de France

2016: 35º
2017: 4º
2018: 7º
2019: 6º
2020: 4º
2023: 19º
2024: 5º
- Vuelta a España

2012: 69º
2013: 39º
2014: 28º
2015: 25º
2021: ritirato (17ª tappa)
2022: 14º
2023: 5º
2024: 8º

### Classiche monumento
- Milano-Sanremo

2012: 133º
2019: 146º
- Liegi-Bastogne-Liegi

2018: 59º
2019: 7º
2020: ritirato
2022: 41º
2023: ritirato
- Giro di Lombardia

2011: ritirato
2012: ritirato
2013: 21º
2014: ritirato
2015: 29º
2016: ritirato
2017: ritirato
2019: ritirato
2021: ritirato
2022: 3º
2023: ritirato

### Competizioni mondiali
- Campionati del mondo

Melbourne 2010 - In linea Under-23: 18º
Imola 2020 - In linea Elite: 16º
Zurigo 2024 - In linea Elite: ritirato

### Competizioni europee
- Campionati europei

Trento 2021 - In linea Elite: ritirato